# Klaster kubanskog tipa
Klaster kubanskog tipa je raspored atoma u molekulskoj strukturi koja formira kocku. U idealizovanom slučaju, osam vrhova su simetrijski ekvivalentni i vrsta ima Oh simetriju. Takvu strukturu ilustruje ugljovodonik kuban. Sa hemijskom formulom C
8H
8, kuban ima atome ugljenika na uglovima kocke i kovalentne veze koje formiraju ivice. Većina kubana ima komplikovanije strukture, obično sa neekvivalentnim vrhovima. Oni mogu biti jednostavna kovalentna jedinjenja ili makromolekularna ili supramolekularna klasterska jedinjenja.

## Primeri
Druga jedinjenja koja imaju različite elemente u uglovima, različite atome ili grupe vezane za uglove su deo ove klase struktura. Neorganski klasteri kubanskog tipa uključuju selen tetrahlorid, telur tetrahlorid i natrijum siloks.
Kubanski klasteri su uobičajeni u čitavoj bioneorganskoj hemiji. Feredoksini koji sadrže [Fe4S4] gvožđe-sumporni klasteri su rasprostranjeni u prirodi. Četiri atoma gvožđa i četiri atoma sumpora formiraju naizmenični raspored na uglovima. Ceo klaster je tipično učvršćen koordinacijom atoma gvožđa, obično sa ostacima cisteina. Na ovaj način, svaki Fe centar postiže tetraedarsku koordinacionu geometriju. Neki klasteri [Fe4S4] nastaju dimerizacijom prekursora kvadratnog oblika [Fe2S2]. Poznati su mnogi sintetički analozi, uključujući heterometalne derivate.
- Ilustrativni kubanski klasteri
- Das kuban, [CoO(OAc)py]4 (OAc = acetat; py = piridin)[3]
- Feredoksin (4Fe-4S-kuban)
- CaMn3O4 cubane u fotosistemu II.[4]
- Kubane, C8H8

Nekoliko jedinjenja alkillitijuma postoji u vidu klastera u rastvoru, obično tetrameri, sa formulom [RLi]4. Primeri uključuju metillitijum i tert-butillitijum. Pojedinačni RLi molekuli se ne primećuju. Četiri atoma litijuma i ugljenik iz svake alkil grupe koja je vezana za njih zauzimaju naizmenične vrhove kocke, pri čemu dodatni atomi alkil grupa izlaze iz njihovih respektivnik uglova.
Oktaazakuban je hipotetički alotrop azota sa formulom N8; atomi azota su uglovi kocke. Poput kubanskih jedinjenja na bazi ugljenika, predviđa se da je oktaazakuban veoma nestabilan zbog ugaonog naprezanja na uglovima, a takođe ne uživa kinetičku stabilnost koja se vidi za njegove organske analoge.